# Alina Kabáyeva
Alina Marátovna Kabáyeva (en ruso, Алина Маратовна Кабаева; Taskent, RSS de Uzbekistán, 12 de mayo de 1983) es una gimnasta rítmica rusa retirada. En su etapa como gimnasta medía 1,66 m y pesaba 48 kg.
Varios medios han publicado que desde hace años tiene una relación sentimental con el presidente ruso Vladímir Putin, y que han tenido varios hijos.

## Biografía
Comenzó a practicar gimnasia rítmica en Taskent, Uzbekistán, en 1987 cuando contaba 4 años. Su primera entrenadora fue A. Malkina. Su padre era un profesional del fútbol y la familia lo acompañó por diversos lugares de Uzbekistán, Kazajistán y Rusia. Muy joven, se trasladó a Rusia, donde su madre la llevó a la entrenadora Irina Víner, a quien gustó desde el principio.

"No podía creerme lo que veían mis ojos, cuando la vi por primera vez. La chica tenía una rara combinación de dos cualidades cruciales en la gimnasia rítmica: flexibilidad y agilidad."
Irina Víner

Debutó internacionalmente en 1996. En 1998, a los 15 años de edad, tuvo una sorprendente victoria en los Campeonatos de Europa, celebrados en Portugal, siendo la más joven de un equipo con reputadas estrellas como Amina Zaripova. En 1999 fue campeona europea por segundo año consecutivo, y obtuvo el título mundial en Osaka, Japón. Acabó ganando cinco campeonatos europeos y otro título mundial en 2003 en Budapest, Hungría. 
En los Juegos Olímpicos de Sídney 2000, en su segunda intervención se le cayó el aro y tuvo que salir a buscarlo fuera del área de ejercicios. Acabó con medalla de bronce con una puntuación final de 39.466 (cuerda 9.925, aro 9.641, pelota 9.950, cinta 9.950).

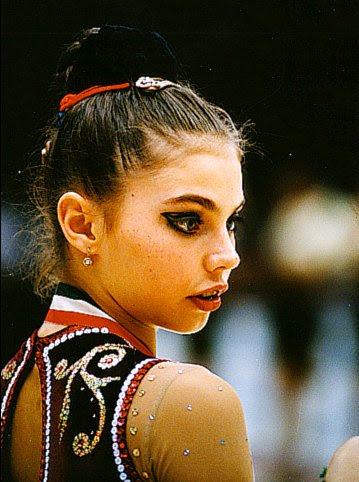
Alina Kabáyeva en el Europeo de Budapest (1999).

En los Goodwill Games de 2001, celebrados en Brisbane, Australia, ganó el oro en pelota, mazas y cuerda, y la plata en el concurso individual y aro. Alina y su compañera de equipo, Irina Cháshchina dieron positivo en un diurético prohibido (furosemida) y se les quitaron las medallas. Irina Víner, entrenadora del equipo ruso, que también actuaba como vicepresidenta del comité técnico de Gimnasia rítmica de la FIG, dijo que todas sus gimnastas habían estado tomando un suplemento dietético llamado 'Hyper' que contenía diurético. En palabras de Víner, las gimnastas lo tomaban para el síndrome premenstrual. Cuando se quedaron sin él poco antes de los Juegos de Buena Voluntad, el fisioterapeuta del equipo lo compró en una farmacia local. Según Víner, el suplemento que les vendieron era falso y contenía furosemida. La comisión pidió al comité organizador de los Juegos que anulase los resultados de Kabáyeva y Cháshchina. La FIG también anuló sus resultados del Campeonato Mundial de Madrid, de modo que la ucraniana Tamara Yerofeeva fue declarada campeona de 2001.
En los Juegos Olímpicos de Atenas 2004 ganó el oro, con una puntuación de 108.400 (aro 26.800, pelota 27.350, mazas 27.150, cinta 27.100), y la medalla de plata fue para su compañera de equipo Irina Cháshchina. En octubre de 2004 Alina anunció su retirada del deporte; sin embargo, en junio de 2005 la entrenadora rusa Irina Víner anunció un posible retorno. Alina regresó en una competición amistosa entre Italia y Rusia disputada en Génova, el 10 de septiembre de 2005. El 5 de marzo de 2006, Alina obtuvo el primer puesto en el Gazprom Moscow Grand Prix, con compatriotas rusas como Vera Sessina y Olga Kapranova en segundo y tercer lugar.
Desde 2005 es miembro de la Cámara Pública de Rusia (Общественная палата). Alina ha hecho en varias ocasiones de modelo en revistas, publicidad y películas, además de haber desfilado en pasarelas.